# Financiële leasing
Financiële leasing is een leasevorm waarbij de kredietverstrekker of lessor enkel juridisch eigenaar blijft terwijl het volledige economisch eigendom (het genot, de verzekering, het onderhoud) overgaat op de kredietnemer of lessee. De lessee loopt daarom het risico van waardevermindering. Het grootste verschil tussen financiële en operationele leasing is dat er bij de eerste het eigendom in principe bij de lessee ligt, waar bij operationele leasing een zakelijke vorm van huren is en het risico van waardevermindering juist bij de lessor (de leasemaatschappij) ligt.
Financiële leasing is een product dat vaak gebruikt wordt voor de aanschaf van een auto, bedrijfswagen of vrachtwagen. Bij sommige aanbieders is het ook mogelijk zaken als computers, machines, scooters, motors en overige bedrijfsmiddelen met serienummer te financieren.

## Maandbedrag
Het maandbedrag is opgebouwd uit een rentedeel en een aflossingsdeel. Deze worden annuïtair afgelost. In het begin van de looptijd is het rentedeel relatief hoog en is het aflossingsdeel relatief laag aan het einde van de looptijd is dit net andersom.

## Slottermijn of slotsom
Voor sommige producten is het mogelijk een slottermijn in te bouwen. Een slottermijn is een eindbetaling aan de bank/maatschappij waarmee het voertuig direct wordt overgenomen. Dit wordt bij veel overeenkomsten gebruikt als verlaging van de maandtermijn, de slottermijn wordt immers middels de vaststaande maandtermijn niet ingelost waardoor deze automatisch lager zal uitvallen dan zonder slottermijn. In het maandbedrag is de slottermijn dus een aflossingsvrij deel, waar alleen gedurende de looptijd rente over betaald wordt.

## Aanbetaling
Ook is het mogelijk om een aanbetaling te verrichten. Hiermee wordt het totaal te financieren bedrag verlaagd en valt het te betalen maandbedrag ook dus ook lager uit. De acceptatie wordt hiermee vaak versoepeld omdat de lessor over een lager bedrag dan de actuele economische waarde een financieel risico loopt. Bij financiële leasing van een voertuig kan een mogelijke inruil, en dus de inruilwaarde, van een voertuig gebruikt worden als aanbetaling. Vaak is de btw niet mee te financieren omdat voor veel ondernemingen deze weer direct is terug te vorderen.

## Looptijd
De looptijd bij financiële leasing is doorgaans gelijk aan de economische levensduur. Daarom is het toegestaan de investering te boeken onder de vaste activa op de balans en volledig af te schrijven. Vaak kan ook een investeringsaftrek worden genoten. Binnen aanbieders van financiële leasing zijn er verschillen in overeenkomstvoorwaarden. Hierin is het mogelijk dat niet tussentijds opgezegd kan worden. Wanneer er wel tussentijds opgezegd kan worden, is er vaak een vergoeding verschuldigd voor de rente die de lessor misloopt. In beide gevallen is het economisch risico (waardevermindering van het object) geheel voor de lessee. Het is een transparant product omdat vooraf reeds de totale kosten bekend zijn. Tussentijds worden de maandbedragen dan ook niet veranderd door mogelijke schommelingen van de rente tijdens de looptijd.